# Амбри-Пиотта
«Амбри-Пиотта» (HC Ambrì-Piotta) — профессиональный хоккейный клуб, представляющий швейцарскую деревушку Амбри. Выступает в Швейцарской национальной лиге. Домашняя арена — Писта ла Валаскиа — вмещает 7 000 зрителей.

## История
Клуб был основан 19 сентября 1937 года. Хотя «Амбри-Пиотта» никогда не становилась чемпионом Швейцарии, клуб также ни разу не вылетал из элитной швейцарской лиги с тех пор, как вышел в неё в 1985 году. Клуб базируется в маленькой швейцарской деревушке Амбри, население которой составляет около 1 000 человек. Тем не менее, у Амбри-Пиотты имеется около 40 фан-клубов по всей Европе. Главным соперником Амбри-Пиотты издавна является ХК «Лугано». Официальным гимном клуба является «Ла Монтанара». Интересной особенностью домашней арены клуба Писта ла Валаскиа является то, что из 7 000 мест 5 тысяч являются стоячими.

## Достижения
- Обладатель Континентального Кубка 1999, 2000.
- Обладатель европейского Суперкубка 1999.
- Обладатель Кубка Швейцарии 1962.
- Обладатель Кубка Шпенглера 2022.

## Изъятые номера
- 8  Никола Челио
- 15  Дэйл МакКорт